# Kima George
Kima George, född 11 juli 1971 i Tyskland, är en författare och entreprenör med assyriskt/syrianskt ursprung. Hon är bosatt i Sverige och Södertälje, där hon även verkat som livsstilscoach och entreprenör inom hemtjänstbranschen. 2017 dömdes hon till ett års fängelse för bedrägeri.

## Biografi
George tillhör den assyriska/syrianska kristna folkgruppen och kom till Sverige och Södertälje som femåring. Hennes fars hemstad är Midyat i södra Turkiet, i det traditionellt assyrisk/syrianska området Tur Abdin.

### Författare och kulturengagemang
Hon debuterade som författare med boken På jakt efter min historia fann jag mitt hemland, utgiven på den internationella kvinnodagen 8 mars 2011. Skrivandet på boken inleddes fyra år tidigare, bland annat utifrån en nyfikenhet på vad det är som skiljer assyrier och syrianer från varandra (Södertälje är bostadsort för många ur båda dessa relaterade folkgrupper).
George är även verksam som livsstilscoach och har även återkommande skrivit krönikor för Länstidningen Södertälje. Hon har har i Södertälje varit inblandad i olika projekt och föreningar med arbete för integration och jämställdhet. George har även varit anställd på Södertälje kommun, som kommunikatör.

### Hemtjänstföretag och åtal
Kima George startade 2012 ett företag inom hemtjänstbranschen, vars uppdragsverksamhet mot kommunen förorsakade kritik kring vilseledande uppgifter och bedrägligt beteende. 2014 ledde detta – omskrivet som en "hemtjänsthärva" i lokala medier –  till åtal för misstankar om bedrägeri, vilket tre år senare slutade med en dom i Svea hovrätt på ett års fängelse. Detta skedde efter att den tidigare domen i tingsrätten i Södertälje på drygt tre års fängelse överklagats och därmed lindrats.